# Eleanor Laing
Dame Eleanor Fulton Laing (née Pritchard, le 1er février 1958) est une femme politique britannique députée de la circonscription d'Epping Forest de 1997 à 2024.
Membre du Parti conservateur, elle est présidente des voies et moyens, c'est-à-dire vice-présidente de la Chambre des communes, de 2020 à 2024.
Laing est candidate à l'élection à la présidence de 2019, mais est éliminée au troisième tour de scrutin après avoir reçu moins de votes que ses deux concurrents, Lindsay Hoyle et Chris Bryant. Elle est élue présidente des voies et moyens, et donc première adjointe de Lindsay Hoyle en janvier 2020, devenant ainsi la première femme à occuper ce poste. Elle entre à la chambre des Lords en 2024.

## Jeunesse
Laing est née à Paisley, dans le Renfrewshire, et grandit dans le village voisin d'Elderslie, où son père est conseiller. Elle fait ses études à l'école St Columba. Plus tard, elle est diplômée de l'Université d'Édimbourg avec une maîtrise ès arts et un baccalauréat en droit. Elle est la première femme présidente de l'Association des étudiants de l'université d'Édimbourg. Elle travaille comme avocate à Édimbourg et dans la City de Londres.

## Carrière parlementaire
Laing se présente à Paisley North aux élections générales de 1987, mais est battue par le député travailliste Allen Adams. En 1995, elle cherche à se présenter pour le siège de Southend West, mais est battue dans le processus de sélection par David Amess, le député en exercice de Basildon. Laing est ensuite sélectionné pour le siège d'Epping Forest, lorsque le député sortant Steven Norris décide de quitter la Chambre pour se concentrer sur sa carrière dans les affaires.
Lorsque Laing est élue pour la première fois en tant que député d'Epping Forest aux élections générales de 1997, le siège auparavant sûr est réduit à un statut marginal par la victoire travailliste. Avant son élection, Malcolm Rifkind lui propose son soutien et elle est alors considérée comme une europhile.
Une fois au Parlement, elle semble adhérer à l'aile eurosceptique du parti, soutenant d'abord Michael Howard puis William Hague pour la direction conservatrice. Après l'élection, elle est choisie pour le comité de l'éducation et de l'emploi, présidé par Margaret Hodge du Labour. Elle est considérée comme une étoile montante au début de sa carrière, avec de bonnes performances aux Communes et de fortes attaques contre les travaillistes.
Elle critique vivement la décentralisation et attaque le gouvernement Blair sur de nombreux détails du transfert de pouvoir. En décembre 2000, elle est nommée porte-parole de l'opposition écossaise.
En 2001, sa circonscription redevient un siège sûr avec une majorité de 19,8%. En 2005, elle porte cette majorité à 32%. Elle s'intéresse à l'éducation, aux transports, à la politique économique, à la constitution et à la déconcentration. Elle occupe plusieurs postes au cabinet fantôme : Égalité (2004), Écosse (2005), Ministre junior de la justice (2007-2010).
Elle parraine la motion pour abaisser l'âge du consentement homosexuel à 16 ans en 1998. Elle a cependant voté contre l'abrogation de l'article 28 en 2003 . Elle critique la manière dont la loi de 2013 sur le mariage (couples de même sexe) est introduite en affirmant que "le changement social devrait se produire par l'évolution, et non par le diktat du sommet du gouvernement" et s'est abstenue par la suite de voter.
Elle est critiquée, lors du scandale des dépenses parlementaires, pour avoir déclaré son appartement de Londres comme résidence secondaire pour toucher les indemnités de déplacement, et l'avoir ensuite vendu en le déclarant comme résidence principale, pour ne pas payer d'impôts sur les plus-values. Après les élections générales de 2010 et le retour des conservateurs au pouvoir, elle n'entre pas au gouvernement. Le 16 octobre 2013, elle est élue première vice-présidente des voies et moyens, dont le titulaire est l'un des vice-présidents de la Chambre .
Laing est réélue aux élections générales de 2015. Elle vote en faveur du départ lors du référendum d'adhésion à l'Union européenne de 2016 et est satisfait du résultat . Elle est réélue aux élections générales de 2017 avec une majorité réduite. Elle continue d'assumer son rôle de vice-présidente de la 57e législature. Elle est réélue aux élections générales de 2019 avec une majorité accrue. Elle reconnait que cela a été une "élection très méchante" .
Elle se présente à l'élection pour la présidence de la Chambre de 2019, pour remplacer John Bercow, faisant campagne pour restaurer la confiance dans la Chambre des communes . Elle critique Bercow et remet en question son impartialité  s'engageant à faire les choses différemment et à apporter de la gentillesse à la présidence . Laing perd face à Lindsay Hoyle, mais déclare son intention de le remplacer au poste de vice-président de la Chambre des communes. Elle est élue par ses collègues députés et est devenue la première femme à être présidente de Ways and Means .
Elle est faite baronne Laing d'Elderslie et entre à la chambre des lords le 22 août 2024.

## Vie privée
Laing est divorcée et a un fils (né en 2001).
Elle est fan du Rangers FC et vice-présidente du Westminster Parliament Rangers Supporters 'Club .
Elle est nommée Dame Commandeur de l'Ordre de l'Empire britannique dans la liste des honneurs d'anniversaire de la reine 2018.